# Kuzemer
Kuzemer – wieś w Holandii, w prowincji Groningen, w gminie Grootegast. 